# Erg Er Raoui

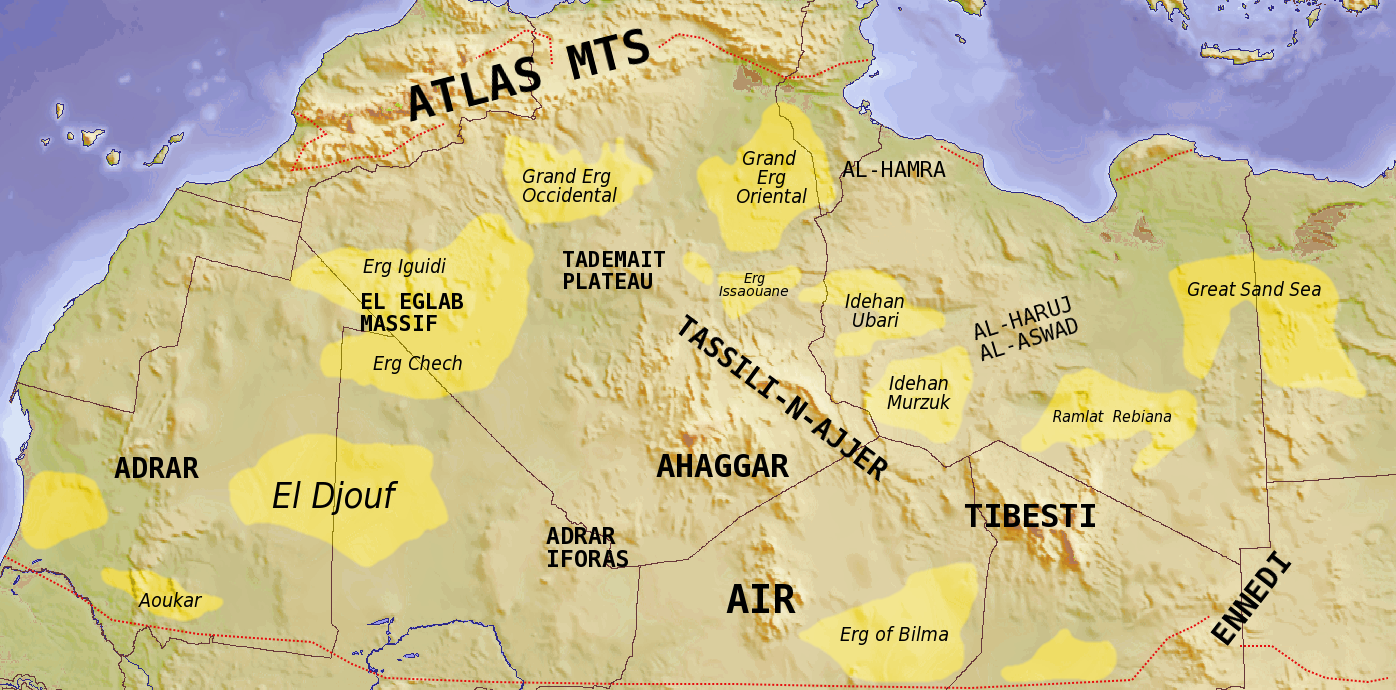
Erg Er Raoui, Algeria.

L'Erg Er Raoui (عرق الراوي) è una regione desertica dell'Algeria sud-occidentale, a nord dell'oasi di Tabelbala.